# Bordsfotboll

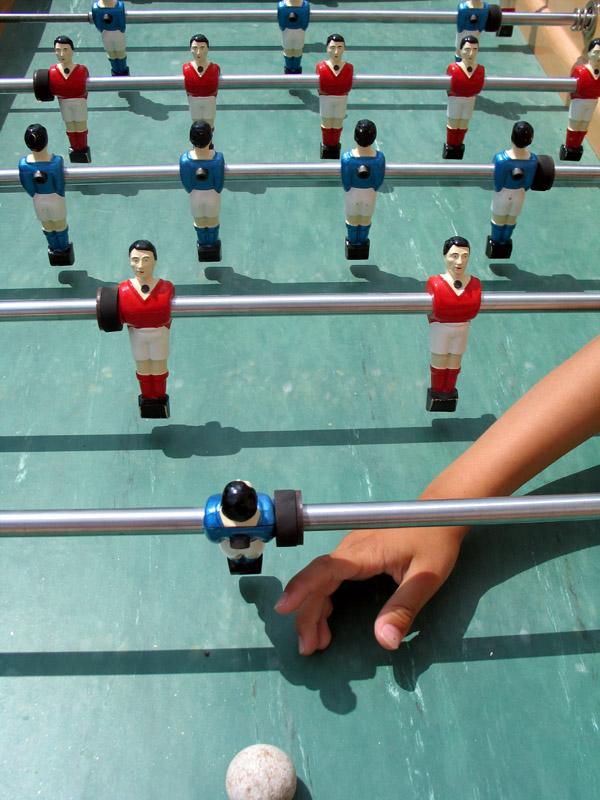

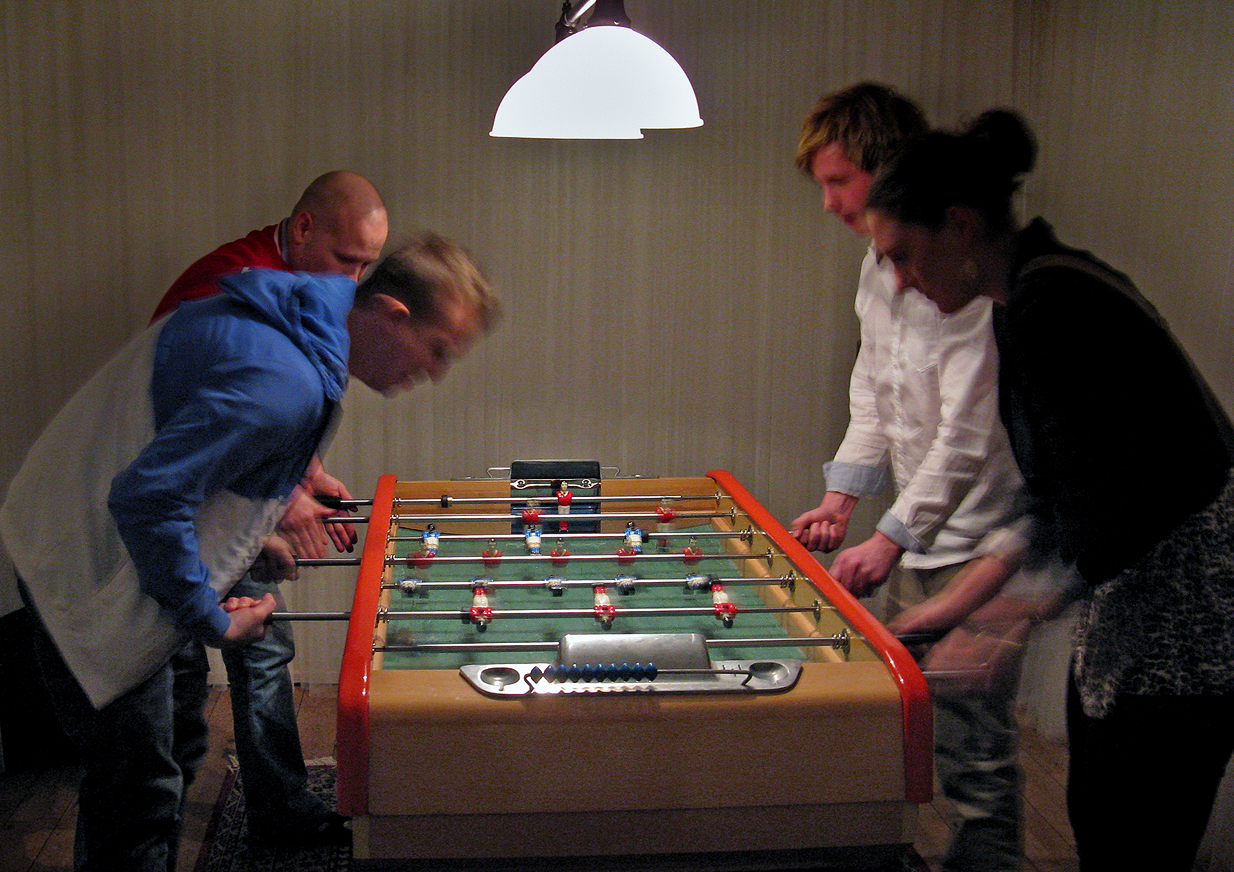
Fyra personer spelar en match bordsfotboll.

Bordsfotboll eller foosball är ett sällskapsspel som efterliknar fotboll. Spelet har en rad namn över världen: foosball, fooseball, foozeball, fusball, fussball, fuseball, table soccer, metegol, taca-taca, futbolín, totó, pebolim, gits, footine, baby-foot, kicker. Själva bordet är stort och förekommer därför främst i offentliga miljöer som pubar och skolor. 

## Historia
1922 tog engelsmannen Harold S. Thornton patent på ett fotbollsspel med stänger. 
2002 grundades det internationella förbundet ITSF.

## Bord
Borden i bordsfotboll har kommit att få en nationell prägel genom de ledande tillverkarna: tyska Tecball, amerikanska Tornado, italienska Garlando och Roberto Sport samt franska Bonzini. Andra tillverkare är Kicker, Rosengart, Jupiter Goldstar, Eurosoccer, Löwen-Soccer, Warrior, Lehmacher, Leonhart, Smoby och Gamesson.

## Laguppställning
Varje lag med en eller två mänskliga spelare kontrollerar fyra rader med fotbollsspelare.
Spelfigurerna kan vara gjorda med ett ben (internationell form) eller ha två ben (bordsfotboll med två ben).
Ett spelbord med spelare med två ben kan variera i storlek, typiska mått är 122 centimeter långt och 61 centimeter brett. Spelbordet har vanligtvis åtta rader med spelfigurer, gjorda av plast, metall, trä, eller ibland kolfiber, monterade på horisontella metallstänger.
Följande uppställning är vanlig enligt ITSF:s (International Table Soccer Federation) tävlingsbord, även om det finns betydande skillnader, särskilt i Spanien och Sydamerika, där Futbolín-bordet (eller någon variant) är vanlig och använder en annan uppställning.
På den internationella uppställningen med spel från vänster till höger ser man:
| Rad 1 | Målvakt                   | 1 Röd gubbe (ibland 3)             |
| Rad 2 | Försvar                   | 2 Röda gubbar (ibland 3)           |
| Rad 3 | Motståndarens anfallare   | 3 Blå eller vita gubbar (ibland 2) |
| Rad 4 | Mittfältare               | 5 Röda gubbar (ibland 4)           |
| Rad 5 | Motståndarens mittfältare | 5 Blå eller vita gubbar (ibland 4) |
| Rad 6 | Anfallare                 | 3 Röda gubbar (ibland 2)           |
| Rad 7 | Motståndarens försvar     | 2 Blå eller vita gubbar (ibland 3) |
| Rad 8 | Motståndarens målvakt     | 1 Blå eller vit gubbe (ibland 3)   |

Stängerna för spelfigurerna är flyttbara, vilket gör att man kan spela med olika laguppställningar såsom 1–3–4–3 eller på annat sätt, som deltagarna beslutar om.

## Spridning
Spelet är populärt över hela världen. I Tyskland och Frankrike till exempel finns mer än 20 000 aktiva spelare. I Tyskland spelas seriespel.

## Mästerskap
Det finns ett världsmästerskap i bordsfotboll. Det senaste mästerskapet spelades i juni och juli 2022 i Nantes, Frankrike, anordnat av ITSF.
Den allmänna världsrankningen som omfattar såväl män som kvinnor visar för de första tio länderna:
| Placering | Land           | Poäng  |
| 1         | Tyskland       | 30 562 |
| 2         | Frankrike      | 20 964 |
| 3         | Österrike      | 20 912 |
| 4         | Schweiz        | 15 258 |
| 5         | USA            | 15 188 |
| 6         | Nederländerna  | 12 945 |
| 7         | Bulgarien      | 12 373 |
| 8         | Storbritannien | 9 836  |
| 9         | Tjeckien       | 8 004  |
| 10        | Belgien        | 6 235  |

## Varianter
Det finns flera varianter av bordsfotboll. 
En variant är ett fotbollsspel baserat på bordshockey, det vill säga ett spel som man placerar på ett befintligt bord. Svenska Stiga är en av producenterna av fotbollsspelet, där man har sex spelfigurer per spelare. Spelarna kontrollerar man med spakar på spelets kortsidor, precis som i bordshockey skjuter man spelarna framåt och bakåt i rännor i planen och roterar spelarna åt båda hållen genom att vrida på spakarna.
I Sverige lanserades under 1960-talet fotbollsspelet Svenne-Berka, namngivet efter fotbollsmålvakten Sven Bergqvist. Spelarna hanterades med trycktangenter på spelets kortsidor.

## Medlemmar iITSF
- Afrika
  -  Benin
  -  Kamerun
  -  Kongo-Kinshasa
  -  Sydafrika
- Asien och Oceanien
  -  Australien
  -  Bangladesh
  -  Förenade arabemiraten
  -  Georgien
  -  Hongkong
  -  Indien
  -  Iran
  -  Japan
  -  Kina
  -  Kinesiska Taipei
  -  Kuwait
  -  Malaysia
  -  Nepal
  -  Pakistan
  -  Singapore
  -  Sydkorea
- Europa
  -  Armenien
  -  Belgien
  -  Bulgarien
  -  Danmark
  -  Finland
  -  Frankrike
  -  Italien
  -  Kroatien
  -  Lettland
  -  Luxemburg
  -  Nederländerna
  -  Polen
  -  Portugal
  -  Rumänien
  -  Ryssland
  -  Schweiz
  -  Serbien
  -  Slovakien
  -  Slovenien
  -  Spanien
  -  Storbritannien
  -  Tjeckien
  -  Turkiet
  -  Tyskland
  -  Ukraina
  -  Ungern
  -  Österrike
- Nordamerika
  -  Kanada
  -  Mexiko
  -  USA
- Sydamerika
  -  Argentina
  -  Bolivia
  -  Brasilien
  -  Chile
  -  Colombia
  -  Costa Rica
  -  Peru